# Кондратьевская (Вологодская область)
Кондратьевская — деревня в Тотемском районе Вологодской области.
Входит в состав Мосеевского сельского поселения, с точки зрения административно-территориального деления — в Мосеевский сельсовет.
Расстояние по автодороге до районного центра Тотьмы — 27 км, до центра муниципального образования деревни Мосеево — 1 км. Ближайшие населённые пункты — Горка, Зыков Конец, Мосеево, Холкин Конец, Часовное.
По переписи 2002 года население — 12 человек.